# Oxalylbromid
Oxalylbromid ist eine chemische Verbindung aus der Stoffgruppe der Carbonsäurebromide. Es ist das Disäurebromid der Oxalsäure.

## Gewinnung und Darstellung
Die Synthese von Oxalylbromid durch Reaktion von Oxalylchlorid mit Bromwasserstoff wurde im Jahr 1913 von Hermann Staudinger und Eugen Anthes beschrieben. Es ist eine einfachere Alternative mit hoher Ausbeute unter Verwendung von Bromtrimethylsilan bekannt.

## Eigenschaften
Oxalylbromid ist eine dunkelgelbe Flüssigkeit. Im reinen Zustand ist sie gelbgrün, nimmt in Licht infolge von Bromausscheidung eine rötlich gelbe bis braune Farbe an. Sie zersetzt sich außerordentlich leicht bei Kontakt mit Wasser und zerfällt dabei in Kohlenstoffmonoxid, Kohlenstoffdioxid und Bromwasserstoff. Oxalylbromid kommt in zwei konformeren Strukturen vor. Dabei liegt sie in der Gasphase als Gemisch beider Formen, in fester Form jedoch nur in der gestaffelte Form vor. Festes Oxalylbromid kristallisiert im monoklinen Kristallsystem in der Raumgruppe P21/c (Raumgruppen-Nr. 14) mit den Gitterparametern a = 6,18 Å; b = 5,46 Å, c = 7,80 Å und β = 112,4 ° sowie 2 Formeleinheiten pro Elementarzelle. Oxalylbromid reagiert mit Aromaten, indem es diese in Abwesenheit von Katalysatoren an den Kohlenstoffatomen substituiert, an denen der Index der freien Valenz am höchsten ist. So reagiert es zum Beispiel mit Benzaldehyd, Dibenzalaceton, Dimethylanilin, Michlers Keton und anderen Verbindungen.

## Verwendung
Die Verbindung wird für die Herstellung von anderen Säurebromiden aus Carbonsäuren oder Salzen, für weitere Bromierungen und Hydrobromierungen, sowie für Friedel-Crafts-Reaktionen verwendet. So kann Oxalylbromid als Ausgangsstoff für die Herstellung anderer Carbonsäurebromide verwendet werden, indem es mit dem Natriumsalz der entsprechenden Säure umgesetzt wird. Beispielsweise ergibt die Umsetzung von Natriumbenzoat mit Oxalylbromid als Produkt Benzoylbromid. In ähnlicher Weise können auch andere Carbonsäurebromide wie Zimtsäurebromid oder Phenylacetylbromid hergestellt werden. Die Umsetzung von Oxalylbromid mit Carbonsäuren ergibt Carbonsäureanhydride. Beispielsweise kann Benzoesäure zu Benzoesäureanhydrid umgesetzt werden. Oxalylbromid eignet sich als Syntheseäquivalent für Bromwasserstoff für Hydrobromierungen von Alkinen. Dabei wird Bromwasserstoff in situ gebildet. Als Produkte werden insbesondere Dibromalkane erhalten.